# Jakub Kiwior
Jakub Kiwior, né le 15 février 2000 à Tychy en Pologne, est un footballeur international polonais qui évolue au poste de défenseur central à l'Arsenal FC.

## Biographie

### En club
Né à Tychy en Pologne, Jakub Kiwior est formé par le club local du GKS Tychy avant de rejoindre la Belgique et le club du RSC Anderlecht, où il poursuit sa formation. Également courtisé par le Borussia Dortmund, il préfère rejoindre le club belge, où il arrive à l'âge de 16 ans et signe un contrat de trois ans avec l'étiquette de grand espoir. Il ne parvient toutefois pas à s'imposer pour se frayer un chemin vers l'équipe première, bien qu'il participe à quelques séances d'entraînements en 2017. Mais ni René Weiler qui le trouve trop léger, ni Hein Vanhaezebrouck ne croient en lui, et il quitte le club en janvier 2019 sans avoir joué le moindre match pour Anderlecht.
Le 3 août 2019, il signe en faveur du MŠK Žilina. Il inscrit son premier but pour le club le 30 août 2020, lors d'une rencontre de championnat face au MFK Zemplín Michalovce. Il est titularisé et son équipe s'impose par six buts à deux.
Le 31 août 2021, lors du dernier jour du mercato, Jakub Kiwior rejoint la Spezia Calcio, où il s'engage pour quatre ans,. Il joue son premier match pour la Spezia le 1er décembre 2021, lors d'une rencontre de championnat face à l'Inter Milan. Il est titularisé en défense centrale et son équipe s'incline par deux buts à zéro. Alors qu'il est jusqu'ici peu utilisé, il réapparait dans l'équipe lors d'un match de championnat contre l'AS Rome le 13 décembre 2021 (défaite 2-0 de la Spzeia), entrant en jeu à la place de Jacopo Sala, sorti tôt dans la partie en raison d'une blessure. Dès lors, il enchaîne les titularisations, installé au poste de milieu défensif par son entraîneur Thiago Motta. Sa présence permet d'équilibrer son équipe, qui se met alors à remporter plusieurs matchs.
Le 23 janvier 2023, durant le mercato hivernal, Jakub Kiwior est recruté par l'Arsenal FC. Le défenseur polonais signe un contrat de longue durée le liant au club jusqu'en juin 2028, et décide de porter le numéro 15,.

### En sélection
Avec les moins de 17 ans, il inscrit trois buts lors des éliminatoires du championnat d'Europe en mars 2017, contre l'Espagne, le Portugal et la Grèce. 
Avec les moins de 18 ans, il inscrit un but contre l'équipe de France en août 2017 (1-1 score final).
A plusieurs reprises, il officie comme capitaine de la sélection des moins de 19 ans. Il marque un but contre le Kazakhstan en novembre 2018, lors des éliminatoires de l'Euro.
Jakub Kiwior joue son premier match avec l'équipe de Pologne espoirs le 4 septembre 2020 contre l'Estonie. Il est titulaire et délivre une passe décisive, tandis que son équipe l'emporte largement par six buts à zéro. Il inscrit son premier but avec les espoirs le 17 novembre 2020, contre la Lettonie (victoire 3-1). Ces deux rencontres rentrent dans le cadre des éliminatoires du championnat d'Europe espoirs 2021.
Jakub Kiwior honore sa première sélection avec l'équipe nationale de Pologne le 11 juin 2022, lors d'une rencontre de Ligue des nations face aux Pays-Bas. Il est titularisé, et les deux équipes se neutralisent (2-2 score final).
Le 10 novembre 2022, il est sélectionné par Czesław Michniewicz pour participer à la Coupe du monde 2022.
Le 8 juin 2024, il figure dans la liste des 26 joueurs polonais retenus par Michał Probierz pour participer à l'Euro 2024.

## Statistiques
| Saison                | Club                     | Championnat           | Championnat | Championnat | Championnat | Coupe nationale | Coupe nationale | Coupe nationale | Coupe de la Ligue | Coupe de la Ligue | Coupe de la Ligue | Supercoupe | Supercoupe | Supercoupe | Compétition(s) continentale(s) | Compétition(s) continentale(s) | Compétition(s) continentale(s) | Compétition(s) continentale(s) | Pologne | Pologne | Pologne | Total | Total | Total |
| Saison                | Club                     | Division              | M.          | B.          | P.d.        | M.              | B.              | P.d.            | M.                | B.                | P.d.              | M.         | B.         | P.d.       | Comp.                          | M.                             | B.                             | P.d.                           | M.      | B.      | P.d.    | M.    | B.    | P.d.  |
| 2018-2019             | FK Železiarne Podbrezová | Fortuna Liga          | 14          | 1           | 0           | -               | -               | -               | 0                 | 0                 | 0                 | -          | -          | -          | -                              | -                              | -                              | -                              | -       | -       | -       | 14    | 1     | 0     |
| 2019-2020             | FK Železiarne Podbrezová | 2. liga               | 2           | 0           | 0           | -               | -               | -               | 0                 | 0                 | 0                 | -          | -          | -          | -                              | -                              | -                              | -                              | -       | -       | -       | 2     | 0     | 0     |
| Sous-total            | Sous-total               | Sous-total            | 16          | 1           | 0           | 0               | 0               | 0               | 0                 | 0                 | 0                 | 0          | 0          | 0          | -                              | 0                              | 0                              | 0                              | 0       | 0       | 0       | 16    | 1     | 0     |
| 2019-2020             | MŠK Žilina               | Fortuna Liga          | 14          | 0           | 1           | 2               | 0               | 0               | 0                 | 0                 | 0                 | -          | -          | -          | -                              | -                              | -                              | -                              | -       | -       | -       | 16    | 0     | 1     |
| 2020-2021             | MŠK Žilina               | Fortuna Liga          | 30          | 2           | 1           | 3               | 1               | 0               | 0                 | 0                 | 0                 | -          | -          | -          | -                              | -                              | -                              | -                              | -       | -       | -       | 33    | 3     | 1     |
| 2021-2022             | MŠK Žilina               | Fortuna Liga          | 3           | 1           | 0           | -               | -               | -               | -                 | -                 | -                 | -          | -          | -          | C4                             | 8                              | 0                              | 0                              | -       | -       | -       | 11    | 1     | 0     |
| Sous-total            | Sous-total               | Sous-total            | 46          | 3           | 2           | 5               | 1               | 0               | 0                 | 0                 | 0                 | 0          | 0          | 0          | -                              | 8                              | 0                              | 0                              | 0       | 0       | 0       | 59    | 4     | 2     |
| 2021-2022             | La Spezia                | Serie A               | 22          | 0           | 0           | 1               | 0               | 0               | -                 | -                 | -                 | -          | -          | -          | -                              | -                              | -                              | -                              | 2       | 0       | 0       | 25    | 0     | 0     |
| 2022-2023             | La Spezia                | Serie A               | 17          | 0           | 0           | 3               | 0               | 0               | -                 | -                 | -                 | -          | -          | -          | -                              | -                              | -                              | -                              | 7       | 0       | 0       | 27    | 0     | 0     |
| Sous-total            | Sous-total               | Sous-total            | 39          | 0           | 0           | 4               | 0               | 0               | 0                 | 0                 | 0                 | 0          | 0          | 0          | -                              | 0                              | 0                              | 0                              | 9       | 0       | 0       | 52    | 0     | 0     |
| 2022-2023             | Arsenal FC               | Premier League        | 7           | 1           | 0           | -               | -               | 0               | -                 | -                 | -                 | -          | -          | -          | C3                             | 1                              | 0                              | 0                              | 4       | 1       | 0       | 12    | 2     | 0     |
| 2023-2024             | Arsenal FC               | Premier League        | 20          | 1           | 3           | 1               | 0               | 0               | 2                 | 0                 | 0                 | 1          | 0          | 1          | C1                             | 7                              | 0                              | 0                              | 12      | 0       | 0       | 43    | 1     | 4     |
| 2024-2025             | Arsenal FC               | Premier League        | 17          | 1           | 0           | 0               | 0               | 0               | 3                 | 0                 | 2                 | -          | -          | -          | C1                             | 10                             | 0                              | 0                              | 9       | 1       | 1       | 39    | 2     | 3     |
| Sous-total            | Sous-total               | Sous-total            | 44          | 3           | 3           | 1               | 0               | 0               | 5                 | 0                 | 2                 | 0          | 0          | 2          | -                              | 18                             | 0                              | 0                              | 25      | 1       | 1       | 93    | 4     | 8     |
| Total sur la carrière | Total sur la carrière    | Total sur la carrière | 145         | 7           | 5           | 10              | 1               | 0               | 5                 | 0                 | 2                 | 0          | 0          | 0          | -                              | 26                             | 0                              | 0                              | 34      | 2       | 1       | 220   | 10    | 8     |

## Palmarès
- Arsenal FC
  - Vainqueur du Community Shield en 2023
- Premier League :
  - Vice champion : 2024